# Ripley County (Indiana)
Ripley County is een county in de Amerikaanse staat Indiana.
De county heeft een landoppervlakte van 1.156 km² en telt 26.523 inwoners (volkstelling 2000). De hoofdplaats is Versailles.